# Diplôme d'études supérieures économiques
Pour les articles homonymes, voir Diplôme d'études.
Le diplôme d'études supérieures économiques (DESE), inscrit au niveau II du RNCP (actuel niveau 6), a été délivré par le Conservatoire national des arts et métiers (CNAM) jusqu'en 2008.

## Historique
Ce diplôme a été homologué au niveau II (Bac+4, actuel niveau 6) par arrêté du 08 avril 1981 
et publié au journal officiel de la république française du 10 avril 1981,. 
Ce diplôme a été homologué jusqu'au 31 décembre 2006 pour les diplômes de DESE du CNAM dont l’inscription de la spécialité a été demandée au RNCP et au 31 décembre 2007 pour les non-inscrits.Il était prévu de ne plus délivrer le DESE du CNAM (et les diplômes CNAM de Diplôme d'études supérieures) à partir de la fin 2009 , mais les statistiques du ministère de l'éducation nationale montrent que les derniers diplômes du DESE du CNAM ont été délivrés en 2008 en tant que diplômes d'établissement.

## Cursus de formation
Les cours sont ceux de l'enseignement supérieur, il sanctionne 2 à 3 années d'études après un Bac +2.
Le diplôme s'obtient par la capitalisation d'Unités de Valeurs (U.V.) organisées en cours et/ou travaux pratiques.
Chaque unité d'enseignement donne lieu à un contrôle des connaissances, soit par un examen annuel, soit par la combinaison : examen annuel - contrôle continu. Après succès aux examens (note >= 10/20), des attestations des valeurs ou demi-valeurs pour les unités acquises sont établies.

## Conditions d'obtention
Conditions d'obtention du DESE  :
- Avoir 23 ans minimum,
- Posséder un diplôme de 1er cycle universitaire (Bac +2 ou Licence L3),
- Avoir acquis toutes les U.V. prévues (généralement 6 de cycle B),
- Remplir les conditions d'expérience professionnelle,
- avoir acquis en cas de dispense, au moins 2 U.V.(Unité de Valeur).

Expérience professionnelle requise , :
- Si l'activité professionnelle de niveau satisfaisant correspond à la spécialité du diplôme préparé, la durée minimale requise est de 2 ans à temps plein. Si l'activité professionnelle ne correspond pas en nature et niveau à la spécialité du diplôme préparé, la durée minimale requise est de 3 ans à temps plein.
- Si l’expérience professionnelle est inexistante ou insuffisante, la personne devra faire un stage de 3 à 6 mois dans la spécialité pour obtenir son diplôme. En l'absence de ce stage, la demande de diplôme sera refusée et il ne sera délivré qu’une attestation des valeurs obtenues.
- Pour être sûr de satisfaire aux exigences d’expérience professionnelle, tout dossier doit être validé par le service scolarité du Centre Régional ou le Centre d’Enseignement des Arts et Métiers.

Niveau d'études recommandé : 
- Bac + 2

## Les différentes spécialités du DESE
- Actuariat
- Aménagement, Ville et Mobilité
- Aménagement, Urbanisme et Environnement
- Commerce et marchés internationaux
- Comptabilité et gestion
- Économie agricole et agro-alimentaire
- Économie et gestion, option assurances
- Prévisions et gestion commerciale
- Economie et statistiques industrielles
- Gestion des entreprises moyennes

## Modification consécutive à la réforme LMD (Licence-Master-Doctorat)
Aujourd’hui, et depuis la réforme LMD, certaines spécialités du DESE sont remplacées par des diplômes de licence et de master. D'autres spécialités du DESE ont été remplacées par des « Titres Professionnels » ou « Titres RNCP ». Ces titres inscrits au RNCP sont homologués par l’Etat qui  reconnait ainsi la dimension professionnelle du diplôme et le sérieux de l’institution qui le prépare. Cette homologation permet aussi au diplôme d'être reconnu sur l'ensemble du territoire national, dans les différentes conventions collectives et par la plupart des concours administratifs,,.

## Privilèges ou dispenses accordés aux titulaires du DESE pour les concours ou études
- Par arrêté du 7 juillet 1992, le diplôme du DESE était reconnu parmi les diplômes et titres permettant de se présenter aux concours externe et interne du certificat d'aptitude au professorat de l'enseignement du second degré (CAPES) et au concours externe du certificat d'aptitude au professorat de l'enseignement technique (CAPET)[14]. À la suite de la réforme de 2010, il faut désormais principalement un diplôme de master ou de niveau bac+5 pour présenter le concours externe. Par contre, les personnes, avec 5 ans d'expérience professionnelles minimum au statut cadre, peuvent se présenter au concours externe du CAPET uniquement sans condition de diplôme[15].
- Par arrêté du 25 août 1969, le diplôme du DESE est dans la liste des titres admis en dispense du baccalauréat de l'enseignement du second degré en vue de l'inscription dans les universités pour des études économiques[16].
- Par la note de service no 82-357 du 19 août 1982, le diplôme du DESE est dans la liste des diplômes reconnus pour le recrutement de professeurs contractuels pour l'exécution des conventions de formation continue et des conventions portant création de centres de formation d'apprentis[17].
- Le DESE spécialité comptabilité et gestion permet d'obtenir certaines dispenses aux épreuves du diplôme d'état du Diplôme de comptabilité et de gestion (bac+3), dénommé ainsi depuis 2008 (anciennement diplôme d'études comptables et financières (DECF)). Voir ce tableau.